# 콜로설 오더
콜로설 오더(Colossal Order)는 핀란드의 비디오 게임 제작사로, 경영 시뮬레이션 시리즈인 시티즈 인 모션과, 도시 건설 게임인 시티즈: 스카이라인으로 유명하다. 2009년 탐페레에서 창립되었으며, 퍼블리셔로 패러독스 인터랙티브를 두고 있다. 패러독스 측에선 게임의 테스트, 마케팅, 판매 및 배급을 전담한다.

## 역사
콜로설 오더는 2009년 모바일 게임 회사인 우니베르소모(Universomo)에서 한 무리의 게임 개발자들이 나와서 설립한 회사로, CEO인 마리나 할리카이넨은 외부에서 섭외했다.
처음, 콜로설 오더는 회사를 차리기 전부터 개발에 들어간 회사의 첫 경영 시뮬레이션 게임인 시티즈 인 모션을 만들 자금을 구하는데 어려움을 겼었다. 투자자들은 "시티즈 인 모션"이 크게 성공하지 않을것으로 보았으며, 회사의 첫 투자자로 공공기관 - 경제개발, 교통 그리고 환경 센터(Elinkeino-, liikenne- ja ympäristökeskus, ELY-keskus 혹은 ELY Centre), Tekes 국가 기술혁신 기금 기구(Innovaatiorahoituskeskus Tekes), 그리고 시청각 문화 촉진 센터(AVEK, Audiovisuaalisen kulttuurin edistämiskeskus)의 DigiDemo 펀드 - 과 더불어 소수의 개인 투자자들로부터 자금을 조달하였다.
초창기에 콜로설 오더는 탐페레 기술 대학교의 스타트업 프로그램인 Yritystalli 을 코치받기도 했으나, 실제 조언은 레메디 엔터테인먼트와 프로즌바이트 등의 어느정도 경험 있는 핀란드 게임 개발사로부터 직접적으로 받았다. 회사를 설립한 후, 콜로설 오더는 수많은 개발사들을 비교한 끝에 수년간의 협상의 결과로 패러독스 인터랙티브를 배급사로 정하는 계약을 체결하게 된다.
2015년 10월, 콜로설 오더는 이번 년의 핀란드 게임 회사 상(핀란드어: Vuoden suomalainen pelinkehittäjä)을 DigiExpo 컨벤션에서 수상하게 된다.

## 게임들
콜로설 오더와 배급사인 패러독스 인터랙티브의 관계는 건설적인 관계라고 볼 수 있다. 콜로설 오더는 일정까지 게임을 개발하라는등의 배급사가 건 제약을 넘어서 게임을 개발할 수 있는 자리에 있다.
처음 모바일 게임 회사의 직원들이 나와서 설립한 회사답지 않게, 콜로설 오더 측은 모바일 게임을 개발하지 않으며, PC 게임에 주력하고 있다. 그리고 회사 임직원들은 개발하는 게임에 대한 자체 위키플랫폼을 가지고 있다. 콜로설 오더의 게임은 활동적인 모딩 커뮤니티가 있는 것으로 잘 알려져 있으며, 회사의 한 명이상의 프로그래머가 모딩 툴을 만드는데 전 시간을 투입되고 있다.
콜로설 오더의 대표작은 2015년 출시한 도시 건설 게임인 시티즈: 스카이라인으로, 시티즈: 스카이라인은 현재 심시티와 시티즈 XL 시리즈와 자웅을 겨루고 있다.

### 제작 게임 목록
- 시티즈 인 모션 (2011)[5][8][17]
- 시티즈 인 모션 2 (2013)[6][8][18]
- 시티즈: 스카이라인 (2015)[7][19]

## 같이 보기
- 패러독스 인터랙티브